# Historia de la selección de rugby de Italia

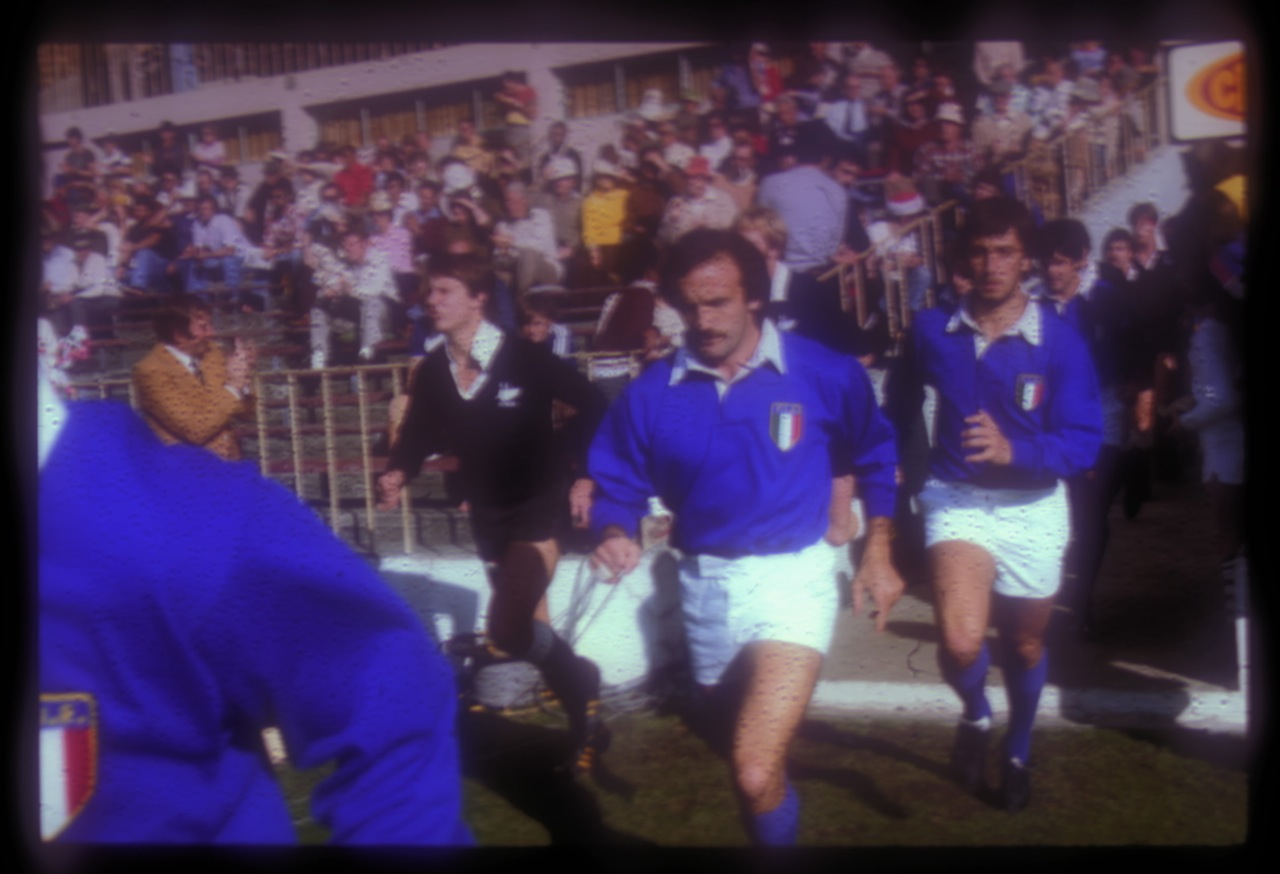
Italia contra los All Blacks, 1980.

La historia de la selección de rugby de Italia inicia a fines del siglo XIX.

## Los orígenes del rugby en Italia

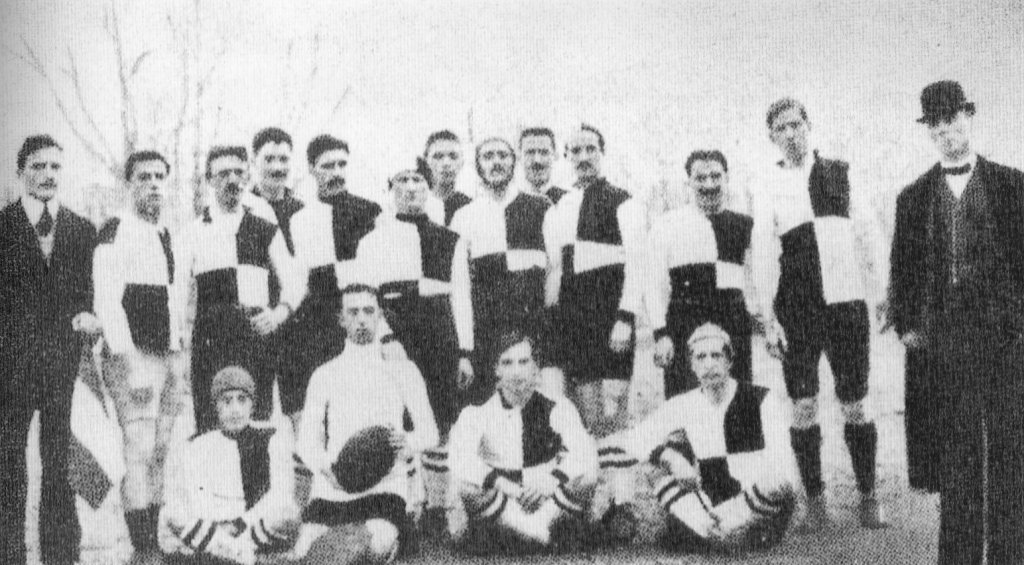
Una alineación del U.S. Milanese de rugby. De pie a la izquierda Stefano Bellandi

El rugby, a la vez que el fútbol, se dio a conocer en Italia hacia el final del siglo XIX, traído por los británicos que hacían escala en el puerto de Génova. La difusión masiva del juego, sin embargo, se debió a la obra de un pionero italiano emigrado a Francia, Stefano Bellandi: nacido en 1892 en la provincia de Cremona, tuvo que volver a Italia para realizar el servicio militar y tras conocer el rugby en Francia se empeñó en difundirlo también en su patria.
Con la ayuda de un amigo francés que vivía en Milán, Bellandi consiguió poner en marcha una sección de rugby dentro de la Unione Sportiva Milanese, club de fútbol hoy en día desaparecido, que en aquella época competía en el campeonato nacional con sus conciudadanos del Inter (con los que se fusionarían a finales de los años veinte) y el Milan.
Sería en la primavera de 1910, en Turín, cuando tuvo lugar un partido entre dos clubs de fútbol no italianos, el Servette de Ginebra, y el Sporting Club Universitaire de France, siguiendo las normas del rugby. A partir de este evento, nació el primer club de rugby italiano: el Rugby Club Torino. Pero sería disuelto después de un solo encuentro disputado contra la Pro Vercelli, club de fútbol entre los más fuertes de la época.
Aunque los inicios del deporte en Italia se produjeron en Turín, fue en Milán donde la nueva disciplina tuvo su pleno desarrollo.
El primer encuentro del U.S. Milanese se disputó en el Arena Cívica de Milán el 2 de abril de 1911 contra un equipo francés, que se impuso por 15-0. Tal fue el entusiasmo del público que antes de un año, al inicio de 1912, el equipo milanés organizó otro partido, en Vercelli, contra la U.S. Chambéry. Aunque en tal ocasión también se cosechó una derrota, ésta fue de menor entidad (los franceses ganaron 12-3).

## Nacimiento de la Federación y la Selección
Una vez que el conflicto terminó, Stefano Bellandi intenta relanzar la disciplina: pide asilo al Sport Club Italia, era amigo de su presidente Algiso Rampoldi, y con la colaboración de algunos amigos vuelve a poner en pie un equipo de rugby que se hace conocer al gran público gracias a la prensa; el 26 de julio de 1927 fue finalmente creado un "comisionado de propaganda" que constituyó el preludio del nacimiento de una federación nacional que regulase la actividad del rugby, que por entonces ya estaba difundida por toda la península (aparte de Milán, también Turín, Udine, Roma, Nápoles y otras ciudades).
Así pues, el 26 de julio de 1928 en Roma, ve la luz la Federazione Italiana Rugby (Federación Italiana de Rugby).
La Selección Nacional nace casi al mismo tiempo que el primer campeonato italiano: el 20 de mayo de 1929, en el Estadio de Montjuic de Barcelona, se vio el encuentro contra la también debutante España, siendo el árbitro el francés Brutus.
Los españoles (en realidad una selección catalana oficialmente vestida con los colores de España) se impusieron 9-0 y un año más tarde, el 29 de mayo de 1930, devolvieron la visita en lo que fue el primer partido en casa de Italia.

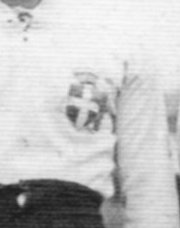
Escudo de los años 30.

En Milán, los "Azzurri", que en aquella ocasión vestían todavía camiseta casi completamente blanca, ganaron 3-0. Los jugadores de aquel primer encuentro en Barcelona fueron: Dondana, Cesani, Dora, Vinci II, Vinci III, Vinci IV, Modonesi, Balducci, Paselli, Raffo, Allevi, Barzaghi, Altissimi, Bottonelli, Bricchi.
Roma y Milán se dividieron a partes iguales la representación: seis jugadores de la capital, incluidos los hermanos Vinci, otros tantos del anterior U.S. Milanese (ahora el Inter) y Brescia contribuyó con dos hombres, pero el capitán (Dondana) provenía del Michelin Torino, de Turín.

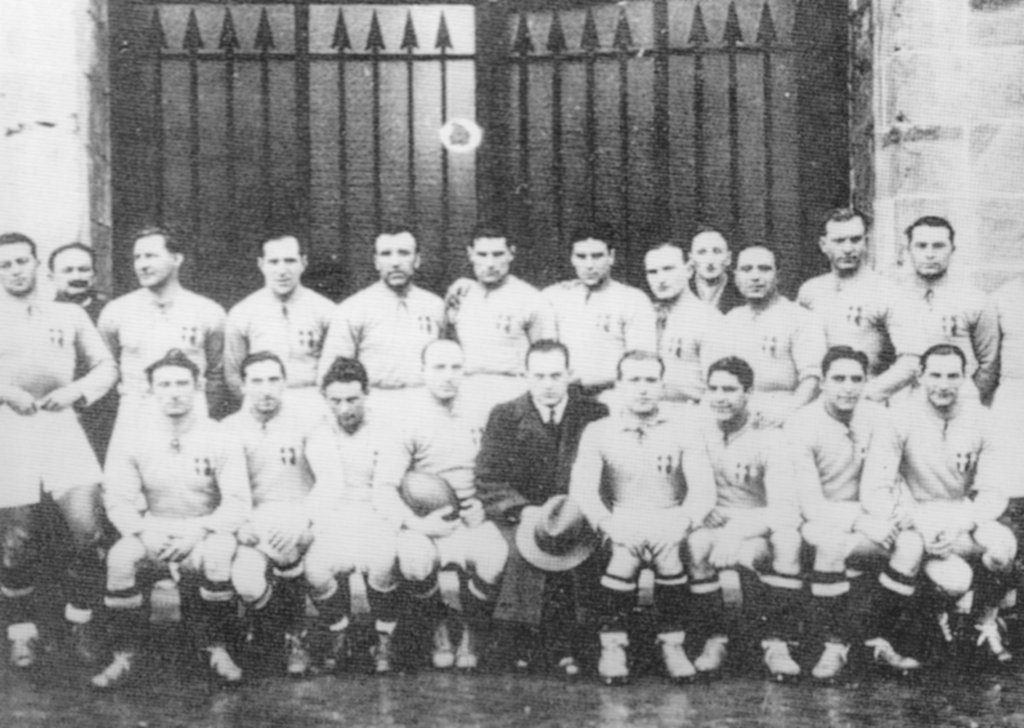
Una alineación de la Selección Italiana del 1933.

A pesar de una polémica de carácter político-organizativo que conllevó el nacimiento de la F.I.R., de la sucesiva refundación como Federazione Italiana della Palla Ovale y, posteriormente por razones autárquicas, como Federazione Italiana Rugbi., en los cinco años sucesivos la Selección Nacional se enfrentó a las selecciones más fuertes de Europa continental (las cuatro británicas de la IRB constituían un grupo aparte), Checoslovaquia (derrotada dos veces, en Milán y Praga durante 1933), Rumanía (victoria en Milán 7-0 en 1934) y Cataluña (empate a 5 en Barcelona en 1934).
La primera derrota después del partido inicial, tuvo lugar en Roma en 1935 contra Francia que, hasta 1983, fue el único equipo de alto nivel fuera de la IRB y, hasta 1988, la única de las participantes en el Cinco Naciones que concedió a Italia "Test Match" oficiales.
El 2 de junio de 1934, la F.I.R., la Federación Francesa de Rugby y la Federación Alemana de Rugby fueron los estandartes de un frente común que propugnaba la formación de una federación internacional alternativa a la IRB, y constituyeron en París, junto con otras federaciones nacionales europeas, la Fédération Internationale de Rugby Amateur o FIRA.
La recién nacida asociación inició un torneo, originariamente llamado "Trofeo FIRA" (que perdura como European Nations Cup), un verdadero campeonato europeo de rugby, en el que Italia participó hasta 1997.
La Selección Italiana tomó parte en dos de las tres primeras ediciones del Trofeo FIRA antes de la guerra, clasificándose en una ocasión tercera y en la otra segunda.
Entre ambos trofeos, jugaron y perdieron contra Francia, que por otro lado, fue la ganadora del torneo en 25 de las 30 ediciones en las que participó antes de unirse al Cinco Naciones.
Durante La Segunda Guerra Mundial siguió la actividad todo lo posible: el campeonato italiano se mantiene hasta 1943 y la selección nacional siguió adelante hasta mayo de 1942; el último partido disputado antes de la larga interrupción que duró hasta el fin de 1948 fue contra Rumanía en Milán.
Durante el Régimen Fascista, pese haber sido visto inicialmente mal por ser originariamente inglés, se decide promoverlo a todos los niveles como ejemplo de camaradería y espíritu de lucha; Achille Starace, secretario del Partito Nazionale Fascista, sostuvo que "El juego del rugby, deporte de combate, debe ser practicado y ampliamente difundido entre la juventud fascista".
Uno de los factores condicionantes para el desarrollo del rugby en la época de postguerra fue esta misma politización de la disciplina, a la que durante largo tiempo se le etiquetó de "deporte fascista".

### Posguerra inmediata

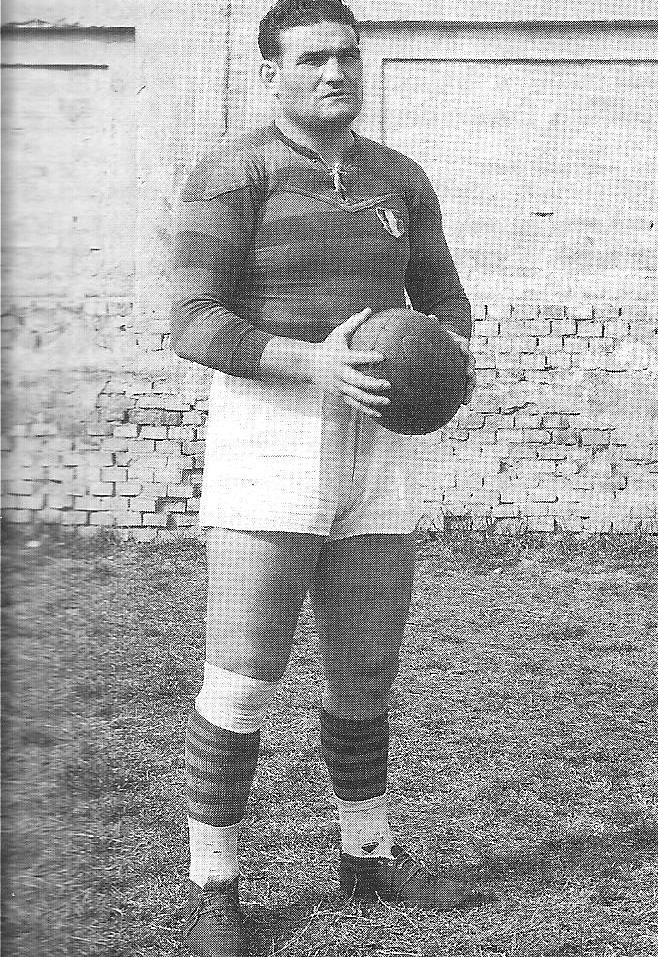
“Maci” Battaglini, tercera línea, 5 internacionalidades a caballo entre las dos posguerras

La vuelta a la normalidad después de la guerra va a ser por etapas: el campeonato italiano vuelve en 1946, la actividad internacional, con el Cinco Naciones en 1947, pero la selección italiana debería esperar hasta marzo de 1948 para volver al terreno de juego: durante los 13 primeros años, 12 técnicos ocuparon la dirección técnica, al ritmo de uno al año de media.
En realidad, se trataba a menudo de parejas o de vueltas al cargo (el francés Julien Saby, por ejemplo, uno de los artífices del desarrollo técnico del rugby en Italia, tuvo tres mandatos, de los cuales dos fueron haciendo pareja con otro técnico; el mismo Luigi Bricchi fue técnico 8 veces, en 6 de ellos junto a uno o más colegas.
En 1947 se confió el equipo al exjugador Tommaso Fattori, antiguo jugador del Lazio, Roma y Milano y futuro técnico del L'Aquila.
Dirigió al equipo en dos partidos, ambos en 1948, contra Francia B (derrota en Rovigo 6-39) y contra Checoslovaquia (victoria en Parma 17-0).
Pero las diferencias entre el mejor equipo continental, Francia e Italia (y a su vez entre la propia Italia y los demás adversarios) eran manifiestas: los "Azzurri" eran capaces de mantener el ritmo contra los otros equipos, pero no lo eran de ganar a los galos, ni siquiera cuando estos no presentaban la mejor alineación.
A pesar del crecimiento del juego en el triángulo formado por Treviso, Padua y Rovigo, rápidamente seguidos por Nápoles, Roma, Parma y L'Aquila, la Selección no logra durante mucho tiempo ser capaz de ser competitiva fuera del ámbito de La Copa de las Naciones/Trofeo FIRA, en la que siempre dominaba Francia: hasta 1968 no se deja escapar ninguna edición del torneo y, además, era el único equipo continental que anualmente se enfrentaba con los cuatro británicos en el Cinco Naciones.
A nivel continental, el oponente principal de Italia era, sin embargo, Rumanía, que había visto como crecía su número de participantes a partir de 1950 (eran 1.500 después de la guerra y 13.500, nueve veces más, a finales de los años 70.), y que quitaban a los "Azzurri" la plaza de honor en La Copa de las Naciones, e incluso fueron capaces, por fin, de ganar a los franceses, algo que los italianos lograron muchos años después.
Parecía claro que solo enfrentándose con los países más avanzados podía el rugby italiano tener una ocasión para crecer, y en 1956 se organizó una gira informal (no se podía considerar oficial puesto que no se programó ningún "test match") en Gran Bretaña: tres partidos y tres derrotas para Italia, contra los galeses del Swansea (5-14) y del Cardiff (2-8) y los londinenses Harlequins (14-15), que visto lo visto es una derrota menor de lo temido; la gira se repitió dos años después y, en el último partido de la serie, después de dos derrotas contra el Contee londinés 3-9 y el Blackrock 8-18, Italia gana 5-3 a los irlandeses del Cork; en cuanto a los "test match" que se disputaron alrededor de esas giras, todos fueron victorias contra Alemania Occidental (12-3 en 1956, 8-0 en 1957 y 11-5 en 1960), Checoslovaquia y Rumanía, pero contra Francia otra vez cuatro derrotas (3-16 en 1956, 6-38 en 1957, 3-11 en 1958 y 0-22 en 1959).

### La oscuridad en Europa
Al inicio de los años 60 la situación estaba consolidada y así se mantiene prácticamente durante los siguientes 30 años: los equipos británicos fuera del mapa, al menos en cuanto a selecciones nacionales, quedando como referencia Francia para el resto de Europa, que era la única selección del continente que tenía permitido competir anualmente contra las cuatro "Home Nation" y que por otro lado estaba inmersa en La Copa de las Naciones.
Y después de ellos, Italia, regularmente derrotada por Francia, y que peleaba por la segunda plaza con Rumanía. Y ambos, un peldaño por encima del resto de los equipos europeos.
Sin embargo, el 14 de abril de 1963, Italia estuvo a un paso de interrumpir la supremacía francesa: en Grenoble, en el partido que vio el debut de Marco Bollesan como internacional, los italianos ganaban por 12-6 a pocos minutos del final.
Un ensayo transformado por los franceses (por entonces valían 5 puntos) puso el marcador 12-11, y un golpe de castigo remontó el marcador en el mismísimo final (12-14). En el corazón de todos aquellos que aquel día vieron esfumarse aquel sueño se ha mantenido imborrable la actuación de Elio Fusco, medio-melé de la selección y del Partenope.

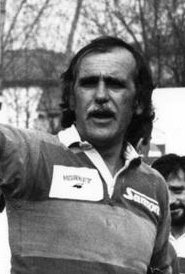
Isidoro Quaglio, Director técnico en 1977 durante solo dos partidos

Tal empresa, fallida por tan poco, le parecía a todos el preludio de un verdadero salto de calidad que aún no se produciría.
En 1965, la FIRA decide cambiar el torneo europeo llamándolo Copa de las Naciones y estructurándolo en divisiones: Italia fue enclavada en la 1.ª división del torneo en la temporada 1965/66, situándose segunda y perdiendo, como de costumbre, (0-21) contra Francia, en el Stadio dell'Arenaccia de Nápoles.
Pero fue la edición sucesiva, en la de 1966-67, la que frustró las ambiciones italianas de colocarse en un nivel superior: la selección solo es capaz de ganar a Portugal (por otro lado con un sufrido 6-3), pero pierde 3-24 contra Rumanía y 13-60 contra Francia.
A partir de ese momento y durante 28 años, la federación francesa no concede más a los italianos ningún "Test Match" y los enfrentaba solo ante la selección "B".
Pero lo más grave fue que Italia, a causa de tales resultados, desciende a la 2.ª división europea, por lo tanto fuera también de los partidos importantes, lo que la lleva a no participar en La Copa de las Naciones de 1967-68, decidiendo concentrarse durante 1968 en algunos partidos contra Portugal (17-3) y Alemania Occidental (22-14); sin embargo, el partido contra Yugoslavia de finales de año (22-3), si fue válido para la 2.ª división de La Copa de las Naciones con lo que Italia recupera su posición en la máxima división para la edición sucesiva. Sin embargo, la Federación Italiana llega a la conclusión de que, con la idea de agrandar la experiencia internacional italiana, era necesario hacerla salir de Europa.
Así en 1970 se organizó la primera gira oficial azzurra, en Madagascar, con Bollesan como capitán, se jugaron 2 "Test Match" contra Madagascar el 24 y el 31 de mayo, terminando ambos con victoria italiana.
Tres años después, la experiencia se repitió, pero esta vez más extensa: la Selección, siempre con Bollesan de capitán, realizó el llamado "Tour de África Meridional" en Sudáfrica y Rhodesia (como se llamaba entonces a Zimbabue), para enfrentarse con diversos equipos, entre ellos un "Test Match" contra Rhodesia en Salisbury (derrota 4-42), pero lo más destacable fue la victoria en Port Elizabeth 24-4 sobre los South African Leopards, de hecho la Selección surafricana "de color".
La importancia de este "Tour", en el que se ve por primera vez al rugby italiano como protagonista de una actuación prestigiosa en un país de larga tradición, todavía es reconocida hoy en día, tal es así que ese viaje todavía se ve como una piedra angular en el rugby nacional.

### La época de las giras y la lenta recuperación
En esta época, el torneo europeo cambia su denominación de Copa de las Naciones a Trofeo FIRA, estando Italia ausente; pero regresará de nuevo en 1971, pero no sería hasta 1974 cuando compita en la máxima categoría.
Bajo el mandato del galés Roy Bish, primer británico tras John Thomas (seleccionador en un solo partido en los albores de la selección) que la dirigía, el equipo acabó tercera el Trofeo FIRA 1974-75, demostrando grandes avances en el juego y resultados, como se vio con el empate 3-3 contra Rumanía, ganadora del torneo y capaz pocos meses antes de ganar a la todopoderosa Francia.
En esos dos años hubo dos giras por el Reino Unido, en 1974 en Inglaterra (tres derrotas contra otras tantas selecciones locales de condados) y en 1975 en Inglaterra y Escocia (una victoria y dos derrotas, un de ellas en Newcastle upon Tyne, contra Inglaterra sub-23 por 13-29).
Tras el segundo puesto en el Trofeo FIRA 1975-76, conquistado gracias a la victoria contra Rumanía, a finales de 1976 hubo un partido no oficial contra Australia en Milán, que los Azzurri perdieron con un satisfactorio 15-16; esta victoria moral alimentó grandes esperanzas que se desvanecieron rápidamente con el Trofeo FIRA 1976-77.
La derrota contra Rumanía llevó a la dimisión de Bish y la llegada de Isidoro Quaglio, internacional hasta la temporada anterior y uno de los protagonistas de la gira de 1973.
El 2 de abril de 1977, Italia vence a Polonia 29-3, pero el 1 de mayo siguiente fue superada 0-69, por Rumanía, peor derrota italiana en los siguientes 22 años.
La derrota provocó también la salida del cargo de Quaglio, solo dos partidos y un mes después de su llegada.

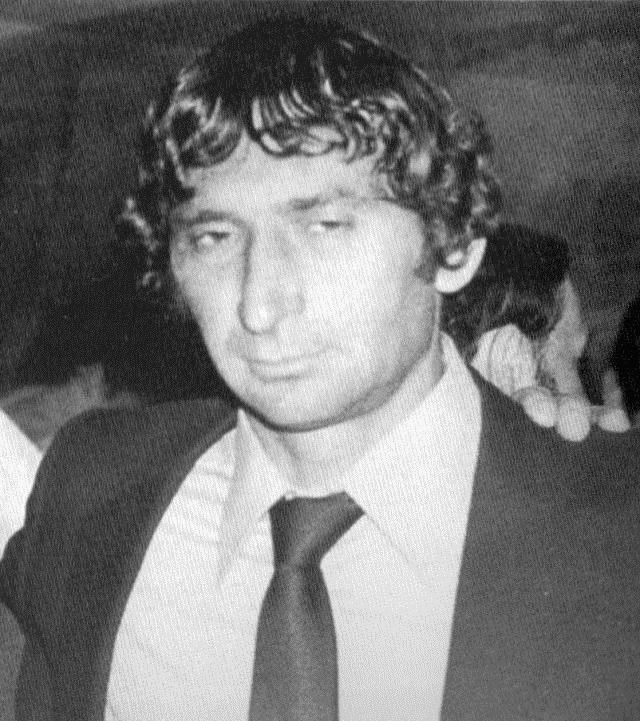
Pierre Villepreux, director técnico de 1978 a 1981

Fue en este periodo cuando los clubs del campeonato italiano comenzaron a incluir a jugadores extranjeros: una selección, rebautizada como "XV del Presidente", formada por 12 italianos y tres extranjeros militantes en la Serie A (los surafricanos Dirk Naudè y Nelson Babrow y el francés Guy Pardiès), se enfrentó a finales de 1977, en Padua, a Nueva Zelanda en un partido sin la calificación de "Test Match", pero que fue esperanzador por la corta derrota (9-15); en 1978 la selección pasó a manos de un joven técnico que por entonces tenía 35 años, el francés Pierre Villepreux, que el 24 de octubre debutaría en el banquillo azzurro en Rovigo llevando al equipo a una convincente victoria por 19-6 contra Argentina. Entre los resultados reseñables de ese periodo también se encuentran el empate en Brescia 6-6 contra Inglaterra sub-23 el 16 de mayo de 1979, y la derrota 12-18 contra el XV neozelandés en un partido sin validez de "Test Match" disputado en Rovigo el 28 de noviembre de 1979.
Villepreux dirigió en 1980 una gira por Oceanía y Norteamérica; se disputaron solo dos "Test Match", en Suva contra Fiyi (derrota 3-16) y en Avarua contra Islas Cook (derrota 6-15), pero entre los dos "Test" hubo un partido más relevante, aunque no fuera oficial, contra Nueva Zelanda júnior en Auckland, perdiendo por 13-30.
Una nueva gira sin "Test Match" fue organizada en 1981 en Australia: nueve partidos, de los cuales se vencieron siete y se perdieron dos, uno contra la selección de Queensland, y el otro contra el equipo que hoy se conoce con el nombre de Brumbies.
El contrato de Villepreux llegó a su fin, y el equipo pasó a manos de la pareja Pulli - Paladini, que debutaron en el Trofeo FIRA 1981-82 con un empate 12-12 en Moscú contra la URSS, siguiendo con una clara victoria contra Alemania Occidental y otra igualmente convincente contra Rumanía.
Por enésima vez, Italia perdería contra Francia, pero de todas formas se aseguró la segunda posición final.
En la edición de 1982-83, Italia consiguió incluso clasificarse por delante de sus eternos rivales franceses: de hecho fue segunda con tres victorias, un empate a 6 contra Francia en Rovigo y una derrota ante Rumanía. En el 83-84, sin embargo, Italia se coloca tercera por diferencia de puntos con Rumanía (con tres victorias y dos derrotas cada una).
Aquellos años a caballo entre los años 70 y 80 fue uno de los mejores períodos, en cuanto a resultados y crecimiento a nivel internacional, del primer medio siglo de vida de la selección italiana: el culmen de tales progresos fue el primer partido oficial contra una selección de la IRB: en Rovigo, en el Stadio Mario Battaglini, el 22 de octubre de 1983, Australia sale al campo para enfrentarse a los Azzurri. El partido terminó 29-7 a favor de los "Wallabies", con 5 ensayos contra uno italiano de Gianni Zanon, convertido por Stefano Bettarello. Pero más allá de la derrota el partido tiene todavía el valor, para el rugby italiano, de ser el primer paso hacia la entrada en el club de los Grandes de la IRB.

## La era de la Copa del Mundo
El 22 de marzo de 1985 en París, la IRB, para contrarrestar el riesgo, fomentado por un productor televisivo australiano, del nacimiento de una competición internacional profesional paralela a la actividad oficial amateur, decide crear un banco de pruebas común para todas las selecciones, con el fin de establecer un ranking que fuera más allá de las giras anuales.
Nace así la Copa del Mundo de Rugby, pensada inicialmente como una competición reservada a las federaciones inscritas en la IRB pero que fue ampliada a los países emergentes por iniciativa del presidente de la Federación Francesa de Rugby, Albert Ferrasse, que condicionó así su voto favorable a la creación de la competición.
Italia (a la que la ampliación afectó directamente porque era una de las 8 federaciones inicialmente invitadas a la primera edición) intensificó su actividad internacional de alto nivel: ahora que la existencia de una competición oficial de nivel mundial constituía una fecha ineludible para todos, tanto para las selecciones de la IRB (las cuatro británicas, Australia, Nueva Zelanda y Francia, que había entrado en 1978) como para aquellas que aspiraban a entrar. Italia misma estaba en ese momento en trámites de adherirse a la IRB, organismo en el que fue admitida oficialmente en 1987 y, desde 1991, también con derecho a voto.
La organización de la primera edición, programada para 1987, fue asignada conjuntamente a Australia y Nueva Zelanda, por otro lado, las dos federaciones más interesadas en su creación.
Tras la votación de París fueron los ingleses los primeros en organizar un partido contra los Azzurri, pero por ahora no era un "Test Match": 29 años después Italia volvía al prestigioso estadio de Twickenham, pero perdería 9-21 contra Inglaterra B; poco después, en junio, tienen lugar dos "test" contra Zimbabue con otras tantas victorias, 25-6 en Bulawayo y 12-10 una semana más tarde en Harare.
El 10 de mayo de 1986, en Roma, Italia devolvió el partido a los ingleses, aunque tampoco con valor de "Test Match".
Sin embargo, el resultado sí que fue relevante, un empate 15-15 que todavía perdura como el mejor partido contra Inglaterra.
En el 1 de junio siguiente, de gira por Brisbane para devolver la visita de los australianos, Italia perderá con los "Wallabies" 18-39. En los 12 meses siguientes este sería el último "Test Match" de alto nivel, puesto que, en lo que llegaba la Copa del Mundo, había que concentrarse en el Trofeo FIRA.
El 22 de mayo de 1987 es una fecha histórica para el rugby y también para Italia: se trata del día de la inauguración de la primera Copa del Mundo de Rugby, y allí estaba la selección azzurra, dirigida desde el banquillo por Marco Bollesan, enfrentándose en Auckland contra el equipo local neozelandés, algo impensable hasta entonces: como era de esperar, los "All Blacks" ganaron, y ampliamente, imponiéndose 70-6; si bien el rugby italiano estaba en crecimiento, la diferencia con las mejores selecciones del mundo era todavía grande, y los detalles del resultado sirven para mostrar la diferencia de las prestaciones: contra el golpe de castigo y el "drop" marcados por los italianos, los "All Blacks" anotaron 12 ensayos (que por entonces valían 4 puntos cada uno), de los cuales 8 fueron transformados, y dos golpes de castigo.
Italia confió buena parte de las posibilidades de clasificarse para cuartos, tras la derrota 16-25 contra Argentina que se produjo tras un partido parejo en cuanto al juego a la mano (dos ensayos, uno de ellos transformado en cada parte) pero en el que los sudamericanos fueron superiores en el juego al pie (cinco golpes de castigo contra dos italianos), al último encuentro contra Fiyi que fue ganado 18-15; pero, por de la diferencia de ensayos desfavorable respecto a los oceánicos, fue esta última la que se clasificaría a expensas de Italia y Argentina.
Bollesan dejó el banquillo a finales de 1988 y fue sustituido por Loreto Cucchiarelli, que solo duró siete partidos, pero caracterizados por tres "Test Match" importantes: una derrota contra Australia en Roma el 3 de diciembre, después el 31 de diciembre, en Dublín, el primer encuentro oficial contra una selección del Reino Unido, Irlanda (derrota 15-31, con 5 ensayos a 1 para los irlandeses) y otra derrota en Buenos Aires 16-21 el 24 de junio de 1989 contra Argentina, partido que otra vez más fue parejo a la mano, pero que se perdió con el pie (un ensayo y cuatro golpes por parte de los azzurri contra un ensayo y cinco golpes de los "Pumas").
Otra demostración más del crecimiento del rugby italiano y del respeto adquirido en el ámbito internacional, fue la llamada de los Barbarians, el prestigioso club inglés de seleccionados, al primer italiano: Stefano Bettarello que, en las giras de Navidad de 1987 y 1988, fue alineado 4 veces, marcando 43 puntos.
Durante 9 años, Bettarello permanece como el único italiano invitado para formar parte del club blanquinegro.
Desde aquel momento la actividad internacional llevada a cabo por Italia, al igual que el resto de las federaciones, se remodeló en función de la frecuencia cada cuatro años de la Copa del Mundo y, desde el punto de vista técnico, de la necesidad de intensificar los enfrentamientos contra los equipos más representativos de la International Rugby Board. A la Copa del Mundo de 1991 que tuvo lugar en Inglaterra, acudió una Italia, dirigida por el francés Bertrand Fourcade, que se enfrentó en la primera fase con Estados Unidos, Inglaterra (siendo el primer "Test Match" oficial entre ambos) y Nueva Zelanda; venció el primer partido 30-9, perdieron según lo previsto los otros dos, 6-36 contra Inglaterra y con un más que honorable 21-31 contra Nueva Zelanda; se trata todavía del mejor resultado contra los "All Blacks".

### Georges Coste y la conquista de Europa
Tras Fourcade, le llegó el turno a otro francés, Georges Coste, que se propone seguir por el mismo camino impuesto por su predecesor, sobre todo en lo que se refería al juego de los tres cuartos, que todavía no habían alcanzado el nivel de la delantera.
Con el nuevo técnico se cosecharon inicialmente cuatro victorias, todas en el Trofeo FIRA 1992/94, entre ellas una de gran prestigio: el 11 de noviembre de 1993, en Treviso, derrotaron 16-9 a Francia.
Aunque no fuera un verdadero test match, la señal fue muy positiva, porque aunque no ganaran el campeonato, lo terminaron empatados a puntos con los franceses, si bien estos tenía una mejor diferencia de puntos.
En el verano de 1994 el equipo comienza una gira por Australia: dos derrotas que, sin embargo, señalaron un gran paso adelante puesto que fueron con marcadores ajustados ante la gran entidad del adversario; la primera fue en Brisbane 20-23 con dos ensayos a uno para los "Wallabies" y la segunda en Melbourne 7-20 con un ensayo para cada equipo, pero cinco golpes de castigo para los australianos frente a dos para los Azzurri.
El 12 de octubre del mismo año, tiene lugar el primer "Test Match" contra otra selección del Cinco Naciones, Gales: en Cardiff los británicos ganaron 29-19.
Los progresos conseguidos al disputar estos partidos de alto nivel fueron evidentes: en Treviso, el 6 de mayo de 1995, Italia derrota por primera vez en un "Test Match" a una selección histórica británica, Irlanda, 22-12.
En el Mundial del 95 en Sudáfrica, que se organizó allí para celebrar su regreso a la comunidad internacional tras la caída del "apartheid", Italia cae eliminada en la primera fase, con una derrota previsible contra Inglaterra, eso sí, por 20-27, y contra un equipo al alcance de los Azzurri, Samoa, que en el partido de debut vence a los italianos 42-18, lo que hace inútil la prestigiosa victoria contra Argentina en el último partido del grupo.
Pero mientras que el acercamiento a las mejores selecciones europeas seguía, aunque fuera lentamente, la diferencia con las del hemisferio sur era todavía enorme: en el otoño de 1995 Nueva Zelanda, en el Estadio Renato Dall'Ara de Bolonia, pasó por encima de Italia 70-6 con 10 ensayos marcados por nueve jugadores distintos; más aún, pocas semanas después en el Estadio Olímpico de Roma, Sudáfrica, la recién campeona del mundo, en el primer "Test Match" concedido a los Azzurri, vence 40-21, eso sí, consiguiendo solo un ensayo más que los italianos (3 a 2).
A finales de 1995 Italia se había encontrado al menos en una ocasión con todos los equipos del Tres Naciones (sin conseguir victorias) y cuatro del Cinco Naciones, con una victoria.
Solo Escocia todavía no se había enfrentado oficialmente a los Azzurri, aunque posteriormente sería derrotada en Rieti a comienzos de 1996 en un partido no considerado "Test Match" porque el equipo británico se presentó con el "equipo B".
El primer "Test Match" de 1996 fue en Cardiff: los galeses ganaban al descanso por 28-3, pero un parcial italiano de 23-3 en veinticinco minutos del segundo tiempo llevó al marcador final de 31-26, resultado que constituyó le base para iniciar a hablar seriamente de la admisión en el Cinco Naciones, algo impensable aunque fuera cinco años antes.
| Final del Trofeo FIRA 1997 |
| |
| Grenoble, Stadio Lesdiguières, 22 de marzo de 1997 FRANCIA - ITALIA 32-40 Anotadores: 5’ Francescato (tr. Domínguez); 14’ ensayo técnico Francia (tr. Aucagne), 17’, 30’, 62’ y 68’ Domínguez g.c.; 20’, 24’ Aucagne g.c.; 34’ Gardner (tr. Domínguez); 52’ y 82’ Bondouy (2 tr. Aucagne); 56’ Croci (tr. Domínguez); 74’ Vaccari (tr. Domínguez); 79’ Sadourny FRANCIA: Sadourny, Ougier, Delaigue, Bondouy, Saint-André, Aucagne, Accoceberry, Costes, Pelous, Benetton, Miorin (Betsen), Merle, Tournaire, Dal Maso (Ibañez), de Rougemont. Seleccionador: Jean-Claude Skrela. ITALIA: Pértile; Vaccari, Bordon, I. Francescato (24’ Mazzariol), Marcello Cuttitta; Domínguez, Troncon (39’ y 42’ Guidi); Gardner, Giovanelli, Sgorlon; Cristofoletto, Croci; Properzi, Orlandi, Massimo Cuttitta. Seleccionador: Georges Coste. Árbitro: McHugh |
| |

1996 fue un año importante para el rugby mundial: la IRB abre en agosto el camino hacia el profesionalismo de un deporte que, hasta entonces, estaba bajo sospecha con algunos "premios" a los jugadores y otras formas más o menos ocultas de pago; la FIRA deja de ser la asociación alternativa a la IRB para convertirse en la filial europea, y del mismo modo todas la organizaciones continentales; Giancarlo Dondi fue elegido presidente de la federación italiana y como primer paso para relanzar el lugar del rugby italiano y de la selección, comenzó a poner sobre la mesa en sedes internacionales la idea de la presencia permanente de Italia en un torneo de alto nivel, en especial el Cinco Naciones.
Para reforzar su posición internacional, los resultados que se consiguieron a lo largo del año: a la cabeza el conseguir todos los puntos en el Trofeo FIRA 1995/1997, competición que los Azzurri habían estado más cerca de conseguir, hasta el punto de que la federación se comporta como los franceses y enviaron el equipo de promesas a derrotar a Polonia, puesto que Italia (como Francia, que por entonces todavía se encontraba inmersa en el Cinco Naciones y en el Trofeo FIRA), orientada a los grandes torneos como la Copa Mundial de Rugby, necesitaba enfrentarse a los equipos más habituados a competir al más alto nivel.
Una vez acabada la formalidad del Trofeo FIRA (con la victoria 64-3 contra Portugal) y a la espera de la final, el año 1996 para los italianos fue denso en cuanto a partidos relevantes.
Aparte del partido mencionado antes contra Gales, el resto de la temporada verá solamente adversarios de nivel: de nuevo Gales el 15 de octubre en el Estadio Olímpico de Roma (derrota 22-31), derrota también en Padua 18-40 contra Australia
, también derrota 21-54 en Twickenham contra Inglaterra y debut, al fin, en Murrayfield con un 22-29 recibido por parte de Escocia, completando así el grupo de rivales de alto nivel a los que se había enfrentado la selección italiana en, por lo menos, un "Test Match".
1997 fue el año en el que Italia comienza la cosecha de todo aquello sembrado en los diez años anteriores: en el primer "Test Match" de la temporada, el 4 de enero, los Azzurri derrotaron en Lansdowne Road en Dublín a Irlanda 37-29, resultado que describe solo en parte el devenir del partido: Italia consigue cuatro ensayos frente a uno solo de los irlandeses, que redujeron la diferencia gracias a ocho golpes de castigo. El héroe del partido fue Diego Domínguez, autor de 22 puntos (un ensayo, cuatro transformaciones y tres golpes de castigo); los otros encargados de anotar los ensayos fueron Paolo Vaccari (2) y Massimo Cuttitta (1).
Es entonces cuando llega el día de la final del Trofeo FIRA entre Italia y Francia, que habían ganado todos los partidos de sus respectivos grupos, incluso en ocasiones llevando a equipos menores tanto Francia como Italia.
El entrenador de Francia era Jean-Claude Skrela, ayudado por el exdirector técnico de la selección italiana Pierre Villepreux. El presidente de la Federación Francesa, Bernard Lapasset, por una promesa hecha tiempo atrás a Giancarlo Dondi, convoca para el partido a la selección mejor, la que acababa de ganar el Cinco Naciones de 1997 con el "Grand Slam", con lo que lo reconoce como "Test Match" oficial.
Teniendo en cuenta la alternancia de las sedes, ese año el partido tiene lugar en casa de los franceses: tras haber jugado en Auckland, en Brisbane y en Melbourne, en el Arms Park de Cardiff, en Murrayfield en Edimburgo, en Lansdowne Road y por último en Twickenham, Italia sería todavía alejada del Parque de los Príncipes de París, donde Francia disputaba sus partidos del Cinco Naciones. La sede elegida sería el Estadio Lesdiguières de Grenoble.
El 22 de marzo de 1997 se produce el último acto del Trofeo FIRA, e Italia, contra todo pronóstico, se impone 40-32, que a seis minutos del final era incluso un 40-20, fruto de cuatro ensayos de cuatro jugadores distintos: Ivan Francescato, Paolo Vaccari, Julian Gardner y Giambattista Croci. El pie de Diego Domínguez hizo el resto, trasformando todos los ensayos y anotando además cuatro golpes de castigo. El ensayo de Croci, gracias a un trabajo de equipo que involucró a numerosos jugadores, se mantiene en la historia del rugby italiano reciente como el momento culmen del desarrollo del rugby italiano: al jugador de Las Marcas, en la vida diaria un empleado de banca, se le atribuye por parte del periodista de La Repubblica Corrado Sannucci el título de autor «[…] del ensayo más bello del rugby italiano […] pero […] también el más importante porque es aquel que ha sacado al rugby italiano de las parroquias para llevarlo a la BBC».
Tras el éxito del Trofeo FIRA, también tuvieron en cuenta a los jugadores italianos a nivel internacional: Massimo Cuttitta, diez años después del precursor Bettarello, fue llamado por los Barbarians; aunque ya el año anterior dos azzurri habían sido invitados por el prestigioso club inglés, Julian Gardner y Mark Giacheri, eran casos especiales ya que el primero era nacionalizado y el segundo oriundo australiano. Junto a Cuttitta también fueron llamados Diego Domínguez, Alessandro Troncon y Paolo Vaccari; y el año siguiente fue el turno de su hermano gemelo, Marcello Cuttitta, además de Luca Martin y Massimo Giovanelli. También los clubs de varios campeonatos extranjeros pusieron sus ojos sobre jugadores italianos. Si bien es verdad que desde los años 50 había italianos enrolados en equipos franceses (Mario Battaglini en el Toulon, Francesco Zani en el Agen y Sergio Lanfranchi en el Grenoble durante 15 años, entre 1946 y 1961, e Isidoro Quaglio en el Bourgoin-Jailleu durante una temporada), la rareza de los casos era casi la excepción de un rugby limitado y no dado a las exportaciones. Sin embargo, centrándonos en el propio 1997, Domínguez dejó el Amatori Milano para irse al Stade Français hasta el final de su carrera; Massimo Cuttitta fue contratado por los Harlequins; Cristian Stoica y poco después Massimo Giovanelli por el Narbona y Orazio Arancio y Stefano Bordon se fueron al Toulon.
En los partidos de finales de 1997 y principios de 1998, Italia pierde en Bolonia 31-62 contra Sudáfrica, pero antes de Navidad, otra vez en Bolonia, Italia derrota 37-22 a Irlanda, y en enero de 1998 a Escocia 25-22.
Y entre estas dos importantes victorias, tuvo lugar la decisión más importante para el rugby italiano: el consejo del Cinco Naciones, reunido en París el 16 de enero de 1998, decide incluir a Italia en el torneo a partir del año 2000, convirtiéndose así en el Torneo de las Seis Naciones.

## Hacia el Seis Naciones
Todavía quedaban dos años para el Seis Naciones de 2000, y había que clasificarse para el Mundial del 99: en noviembre de 1998 Italia fue incluida en Huddersfield en un grupo clasificatorio de tres equipos, con Holanda y con los ingleses como locales, bastando ser segundo para clasificarse; tras la más que previsible victoria frente a los holandeses (67-7), igualmente previsible la derrota contra los ingleses (15-23), con un ensayo de Troncon anulado por el árbitro y, sin embargo, otro irregular inglés concedido.
No obstante, se consiguió el billete para el Mundial que se disputaría en Gales al año siguiente, y se realizó una preparación con adversarios de nivel: derrota al inicio del año contra Francia en Génova (24-49), y varias derrotas consecutivas: en Murrayfield frente a Escocia (12-30), en Treviso contra Gales (21-60), en Lansdowne Road frente a Irlanda (30-39). Pero además, en pleno caos organizativo por las diferencias entre Georges Coste y la Federación, y los clubs que rechazaban ceder a sus jugadores a la selección (tras el nuevo estatus de profesionales los jugadores se convertían en patrimonio económico de las sociedades a las que pertenecían), se realizó la gira por Sudáfrica: fue una expedición desastrosa, que supuso un 3-74 en el primer partido contra los "Springboks" en Port Elizabeth, y un humillante 0-101 una semana más tarde en Durban, la peor derrota en la historia del rugby internacional italiano.
Dada la situación insostenible, Coste deja la selección y el equipo pasa a las manos de su segundo, el ex-internacional Massimo Mascioletti. Éste tendría la responsabilidad de dirigir al equipo durante el Mundial de 1999.
En la primera fase, de nuevo se enfrentarían a Inglaterra, pero además lo harían a Nueva Zelanda y Tonga. Italia realizaría el peor Mundial de su historia: derrota 7-67 ante los ingleses, perdieron también ante Tonga 25-28 y cerraron la participación con un 3-101 ante los neozelandeses, que no supuso igualar la derrota de pocos meses antes ante Sudáfrica, por un golpe de castigo de Diego Domínguez.

### Italia en primer nivel y la era del Seis Naciones
La entrada de Italia en el Seis Naciones coincide también con una profunda restructuración del rugby europeo: la FIRA cambió de nombre a FIRA-AER (Asociación Europea de Rugby); Italia y Francia abandonan definitivamente el torneo continental, que pasa a denominarse a partir del 2000 European Nations Cup, quedando reservado para los equipos de menor nivel, oficializando así la subida de Italia entre los seis mejores países europeos.
Tras el Mundial, también Mascioletti dejó el banquillo azzurro, que fue ocupado por el ex-internacional neozelandés Brad Johnstone. Fue el encargado de dirigir a la selección en su primer Seis Naciones, y el debut fue de lo más esperanzador: el 5 de febrero de 2000, en el Stadio Flaminio de Roma, Italia derrota a Escocia 34-20 y así consigue evitar la "Cuchara de madera" en el año del debut (algo que le sucedió a Francia en 1910).
Después de aquella victoria inicial, siguieron 14 derrotas consecutivas, los cuatro partidos restantes de ese año 2000 y las ediciones de 2001 y 2002 en blanco.
No obstante, los intentos de Johnstone, que heredaba un equipo nacido de la tradición rugbística francesa, de impartir a los Azzurri una disciplina al estilo anglosajón, fueron vistos por personajes históricos como Marco Bollesan, exjugador, ex-seleccionador y dirigente de la federación, como negativos para los jugadores italianos y como una decisión equivocada.
Las críticas nacieron del hecho de que, según Bollesan, teniendo Johnstone un equipo competitivo, no fue capaz de exprimirlo al tope por errores, más que en el aspecto técnico, en el psicológico y en el carácter.
En el otoño de 2001 a Johnstone se le unió otro "All Black", John Kirwan, que como jugador había ganado el Mundial de 1987 y que había jugado varias temporadas en Italia.
Tras varios meses de dirección conjunta, y después del Seis Naciones 2002 que terminó con otra nueva "Cuchara de madera", Johnstone fue despedido y Kirwan se queda como director técnico titular.
Éste puso en evidencia rápidamente los puntos en los que habría que trabajar, en especial en lo que se refería a la mentalidad perdedora que hacía que los jugadores se consideraban ya derrotados antes de salir al terreno de juego ante estos rivales de mayor entidad relativa.
En lo que restaba de 2002, Kirwan llevó adelante al equipo con buenos resultados en la clasificación para el Mundial 2003 de Australia (victorias ante España 50-3 y Rumanía 25-17), pero con resultados más dudosos en los "Test Match" con los equipos de alto nivel: 10-64 en Hamilton contra los "All Blacks" y, en la sesión otoñal, 6-36 ante Argentina en el Stadio Flaminio y 3-34 contra Australia en el Stadio Luigi Ferraris de Génova.
En el Seis Naciones 2003 Italia consigue su segunda victoria en el torneo, en Roma contra Gales (30-22) otra vez en la primera jornada. A diferencia de aquella de tres años antes, la victoria del 2003 fue útil para desplazar a Italia del último puesto que fue a parar para los galeses, que ese años cosecharon la "Cuchara de madera".
Pero además, el recorrido después del Seis Naciones 2003 no fue alentador: derrota en agosto en Murrayfield 15-47 contra Escocia y 6-61 en Limerick contra Irlanda.
En el Mundial de Australia, tras la previsible derrota por la enésima vez ante los "All Blacks" (7-70), se consiguieron las victorias ante Tonga (36-12) y Canadá (19-14), por lo que el partido ante Gales se convirtió en decisivo para el paso a cuartos de final. Pero los británicos vencieron 27-15 y para los italianos se esfumó otra vez el objetivo de pasar de ronda, aunque eso sí, ya se veía como un objetivo menos impensable que en ediciones anteriores.
Aunque en el Seis Naciones 2004 Italia volvió a evitar la "Cuchara de madera", que fue a parar a Escocia, que cayó derrotada por los italianos en la tercera jornada, en el resto de la temporada los Azzurri realizaron solo "Test Match" de medio-bajo nivel (derrota ante Rumanía, victoria frente Japón, Canadá y Estados Unidos) y otro partido sellado con una derrota ante Nueva Zelanda 10-59 en el Stadio Flaminio.

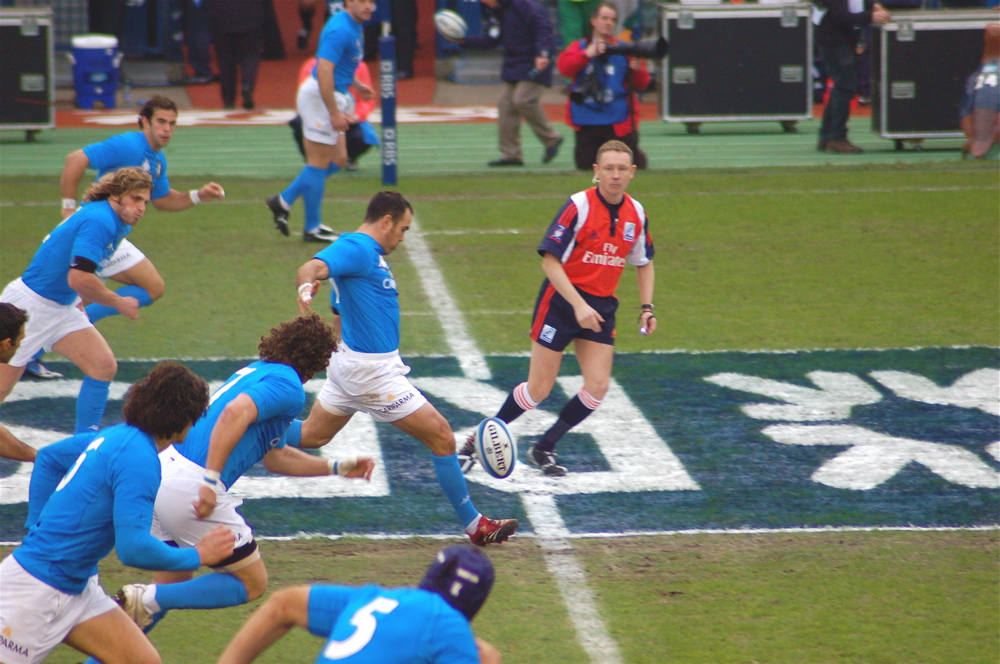
Inicio de partido del Escocia - Italia en Murrayfield, Seis Naciones 2007

La "Cuchara de madera" en el Seis Naciones 2005 costó el cargo de director técnico a Kirwan, que, en abril, fue sustituido por el francés Pierre Berbizier, antiguo medio scrum internacional. Éste se pone como principal objetivo el devolver al rugby italiano a sus orígenes, hijo de la difusión del rugby por Europa por parte de los franceses, y buscar el desarrollo de un estilo de juego característico propio.
El resto de 2005 fue intenso en lo que se refiere a "Test Match": 6, de los cuales 3 contra Argentina, dos en la temporada veraniega en Sudamérica (derrota en Salta 21-35 y victoria en Córdoba 30-29, primera que conseguían los italianos en terreno de los "Pumas") y uno en la otoñal (derrota en casa, en Génova por 22-39. Y también jugó contra Australia (21-69 en Melbourne), Tonga (48-0 en Prato) y Fiyi (23-8 en Monza).
El Seis Naciones 2006 ve de nuevo a Italia en el último lugar, pero por primera vez los italianos empatan un partido del torneo y, lo que es estadísticamente más notable, lo hizo fuera de casa, en Cardiff contra Gales (18-18).
Otro dato muy relevante fue la diferencia de puntos obtenida por los Azzurri (-53), la mejor desde que iniciara la participación en el torneo, superior en 32 puntos respecto a la mejor obtenida hasta entonces (-85 en el 2003) y casi la mitad de las conseguidas en las demás ediciones (-122, -101, -113, -110 y -103).
Los "Test Match" de aquel año tuvieron lugar en la temporada otoñal en el Stadio Flaminio contra Australia (una derrota convincente 18-25 tras un encuentro que los Azzurri dominaban 15-13 al descanso) y contra Argentina (derrota por 16-23). El resto de partidos se contaron por victorias ante Japón, Portugal, Rusia y Canadá.
El XV de Pierre Berbizier comenzó a recoger los frutos del largo trabajo durante el Seis Naciones 2007: dura derrota en el debut ante Francia 3-39, pero Italia se recuperó y en la jornada siguiente se enfrentó en Twickenham a los ingleses en un partido agónico que terminó con la derrota por 7-20, pero, algo reconocido por los propios ingleses, ofreciendo una prestación capaz de crear muchos problemas al equipo inglés, según el director técnico Brian Ashton gracias a la falta de presión sobre los italianos, pero, sobre todo, en palabras del capitán Phil Vickery, a una delantera enérgica del equipo de Berbizier.
En la siguiente jornada Italia consigue la primera victoria a domicilio en su breve historia en el Seis Naciones: en Murrayfield, en Edimburgo, a los 6 minutos de juego ya ganaban 21-0, gracias a tres ensayos de Mauro Bergamasco a los 19 segundos de partido, de Andrea Scanavacca a los 3 minutos y de Kaine Robertson a los 6, todos transformados por el propio Scanavacca, autor en el partido de otros 9 puntos en golpes de castigo.
El resultado final fue 37-17 tras un ensayo casi al final de Alessandro Troncon, trasformado por Scanavacca (jugador del partido con 22 puntos). A la salida del equipo del campo, éste le tributó un largo aplauso.

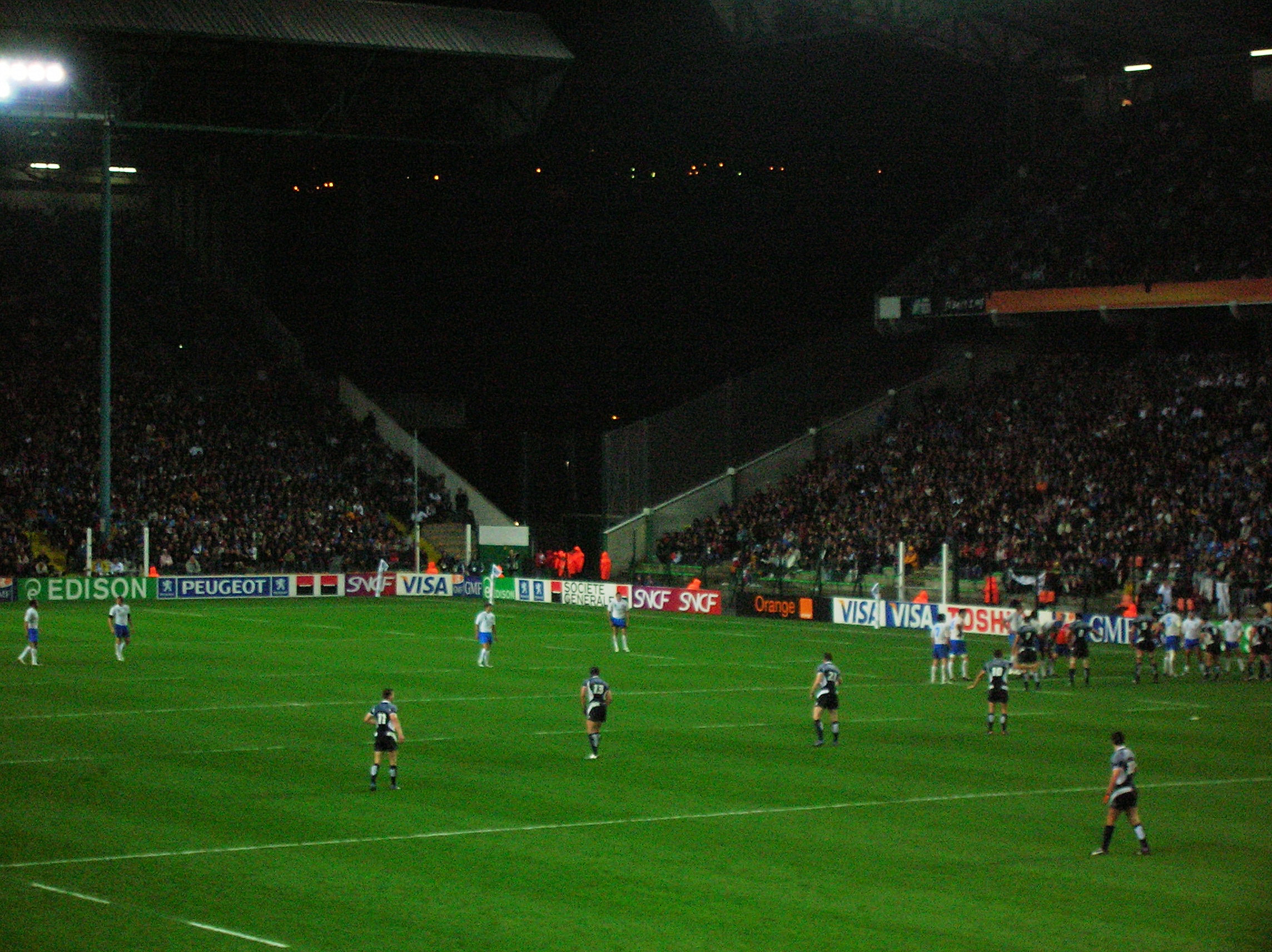
Una fase del Escocia - Italia 18-16 en el Mundial 2007

Pero los italianos no se quedaron ahí. Dos semanas más tarde, en la cuarta jornada del torneo, recibían en casa a Gales y, al final de un partido muy peleado siempre liderado por el equipo británico hasta pocos minutos del final, Mauro Bergamasco consiguió el ensayo que significaba la remontada: 23-20 y segunda victoria consecutiva en el Seis Naciones. Era llamativo que, con una jornada por jugarse, Italia tenía posibilidades, desde el punto de vista matemático, de ganar el torneo: de hecho en aquel momento la clasificación estaba liderada por Francia (vencedores del torneo a la postre), Inglaterra y Irlanda con 6 puntos, seguidos por Italia con 4, que en el último partido recibía en el Stadio Flaminio a los irlandeses, que de todas formas ganaron el partido. De todos modo, la victoria final del Seis Naciones 2007 estuvo en las manos de los Azzurri, que perdieron 24-51 dejando la diferencia de puntos de los irlandeses en +65 respecto a los +69 de los franceses (que habían ganado 46-19 a Escocia).
El equipo que fue a Francia a disputar el Mundial de 2007 tenía fundadas esperanzas de alcanzar los cuartos de final, objetivo principal de los italianos que nunca antes se había conseguido: el grupo de cinco en que quedó encuadrado el equipo estaba formado por Nueva Zelanda, Rumanía, Portugal y Escocia: en la práctica quedaba un puesto, descontando el primer puesto para los "All Blacks", que tendrían que disputarse Escocia e Italia.
El debut en Marsella contra los neozelandeses fue duro, con la derrota 14-76, pero con la ilusión de dos ensayos realizados y una tercera posteriormente anulada por el árbitro.
Después, una sufrida victoria (24-18) contra Rumanía y, después, sin descanso, otra contra Portugal.
El último partido, en el Stade Geoffroy-Guichard de Saint-Étienne, fue el decisivo, e Italia tuvo posibilidades de ganarlo: con los escoceses por delante 16-18 casi al final, David Bortolussi falló el golpe de castigo que habría podido dar ventaja a los Azzurri y probablemente la victoria y la clasificación.
Así pues, Italia volvía a caer en la primera fase. Berbizier, que ya había anunciado el final de su fase tras el Mundial, dejó el cargo el 30 de septiembre de 2007, el día de después de la derrota contra Escocia.

### Hacia el Mundial del 2011

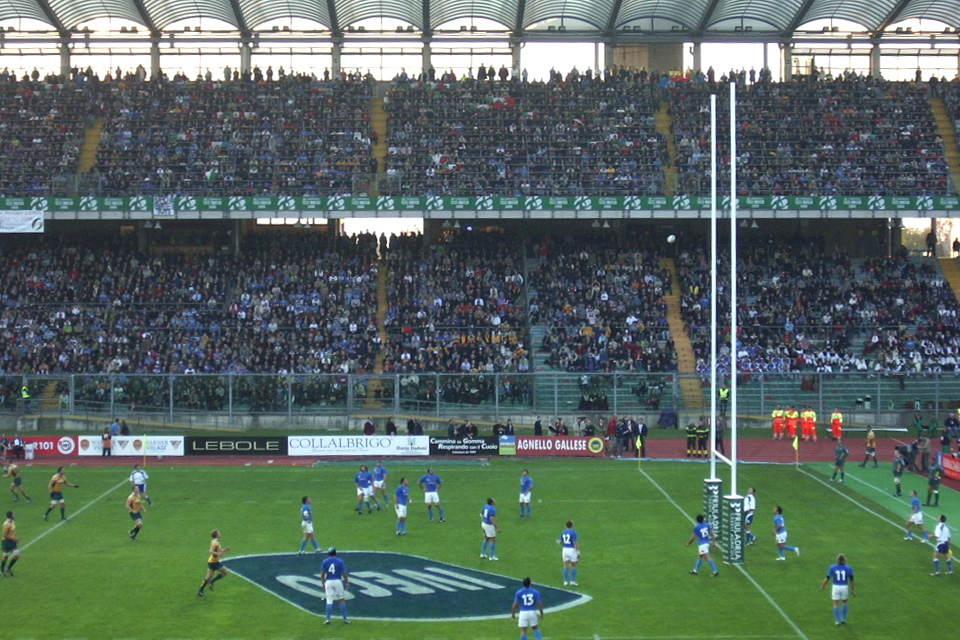
Una fase del "Test Match" Italia - Nueva Zelanda en Padua, 8 de noviembre de 2008

Para los cuatro años que faltaban para el Mundial de 2011 de Nueva Zelanda, la Federación Italiana de Rugby puso en el cargo de director técnico el 1 de noviembre de 2007 al exjugador surafricano Nick Mallett, que ya había sido entrenador de los "Springboks" que infligieron la famosa derrota 101-0 de Durban de 1999.
El equipo ya está clasificado para la VII Copa del Mundo al haber quedado entre las 12 mejores de la edición anterior (los ocho cuarto-finalista más los mejores terceros de cada grupo).
La primera prueba para el equipo de Mallett fue el Seis Naciones 2008, con un debut positivo ante Irlanda en Croke Park, Dublín (derrota 11-16 con un ensayo para cada uno y un transformación y un golpe de castigo de ventaja para los irlandeses) que fue el preludio a una derrota en casa ante Inglaterra por 19-23, que fue una gran ocasión perdida en cuanto a que fue fruto más de los errores italianos que de las habilidades inglesas.
La diferencia de solo 4 puntos representó el mejor resultado contra los ingleses, que siempre han salido ganadores en todos los enfrentamientos.
En aquel punto, después de dos partidos, Mallett había puesto en práctica el programa que había anunciado a la federación en el momento de asumir el cargo: dar un hueco a los jóvenes jugadores italianos criados en las canteras nacionales.
Así se puede entender la utilización desde el principio al fin del partido contra Gales de dos jugadores del Benetton Treviso, el apertura Andrea Marcato, prácticamente su segundo debut con la selección, puesto que el único partido disputado fue en 2006, y el wing Alberto Sgarbi, que había debutado en el anterior partido contra los ingleses sustituyendo a un compañero.
A pesar de la derrota en Cardiff (8-47) ante una potente Gales que a la postre ganaría el Grand Slam, la misma línea se mantuvo también en Saint-Denis contra Francia: resultado final de 13-25, que a pocos minutos del final era 13-18 (con 8 puntos de Marcato).
Al final, en Roma, en la última jornada del torneo, victoria 23-20 ante Escocia (con un "drop" en el minuto 80 de Marcato) que aunque no sirvió para evitar la última plaza, si que valió para no cosechar la cuarta "Cuchara de madera" tras las de 2001, 2002 y 2005.

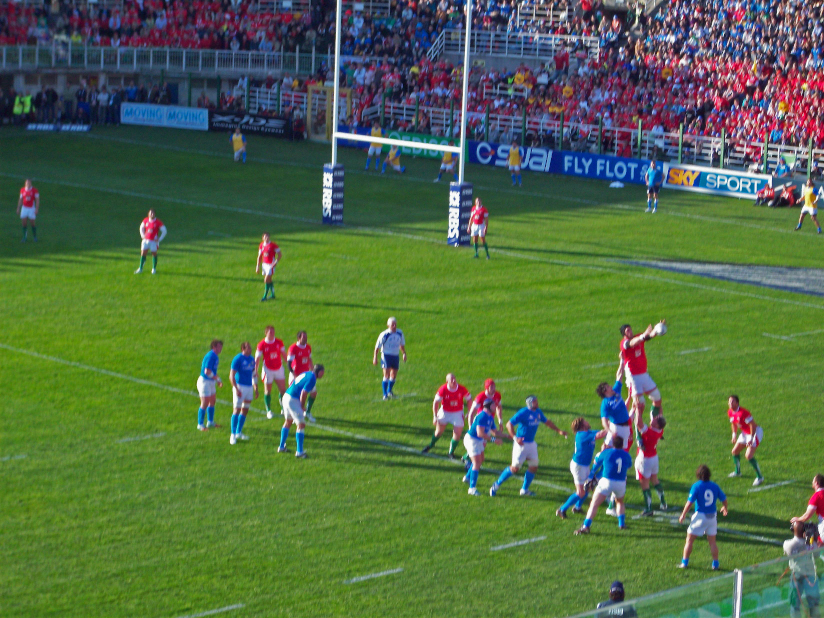
Una fase del partido Italia - Gales, Seis Naciones 2009

En el resto del 2008 Italia hizo una mini-gira por el Hemisferio Sur con dos "Test Match", el primero contra Sudáfrica el 21 de junio en Ciudad del Cabo (con derrota 0-26 considerada satisfactoria visto el carácter y la intensidad defensiva, mientras que en el bando contrario se vieron grandes críticas a los Campeones del Mundo, tanto en prensa italiana como surafricana) y el segundo el 28 de junio en Córdoba contra Argentina, viéndose de nuevo el sello de Andrea Marcato, que transformó en el minuto 80 un ensayo realizado por Ghiraldini y que supuso el 13-12 para los Azzurri.
En noviembre se jugaron tres "Test Match", el 8 en Padua contra Australia (derrota 20-30 en los últimos minutos tras llegar a estar Italia empatada 20-20), el 15 en Turín otra vez ante Argentina (derrota 14-22 debida a pruebas no convincentes en la defensa italiana, aprovechadas por los "Pumas") y el 22 en Reggio Emilia contra los Pacific Islanders (nueva derrota por 17-25 fruto de un primer tiempo falto de concentración que acabó 10-22).
Tras estos partidos Italia, que en junio había conseguido ascender a la 10.ª posición del ranking IRB, volvió a caer al 11.º puesto con el que había comenzado el año.
Si el final del 2008, con tres derrotas en las giras de otoño, no fue muy alentador, el 2009 se convirtió en un año para olvidar. El primer partido sería el inaugural del Seis Naciones 2009 el 7 de febrero en Twickenham ante Inglaterra: Italia sufriría una derrota humillante, no tanto en el resultado (36-11) como en la sensación que el The Times refleja como "La peor Italia desde su entrada en el Seis Naciones en 2000". La segunda jornada, esta vez ante Irlanda en el Flaminio, deparó otra derrota por 9-38, pero en la que se criticó la escasa preparación física y mental de los Azzurri al ir ganando 9-7 al descanso. El siguiente partido también se saldó con una derrota, ante Escocia por 26-6, en un partido en el que los italianos jugaron a un mal nivel que les llevaba directos a su 4.ª "Cuchara de madera. El cuarto partido, contra Gales en Roma, fue el mejor del torneo de los italianos, que tuvieron oportunidad de ganar hasta el último minuto, gracias a un gran partido del capitán Parisse y a un Andrea Marcato que anotó los cinco golpes de castigo pitados; desgraciadamente, al final 15-20 para los Galeses. El quinto y último partido se saldó con la confirmación del peor año de Italia en el Seis Naciones al caer derrotados 8-50 en el Flaminio por Francia, lo que llevó al presidente de la Federazione Italiana Rugby, Giancarlo Dondi, a decir que "Menos mal que ha acabado este torneo". Tal es así, que Italia perdería un puesto más en el ranking de la IRB el 2 de marzo, cayendo hasta la 12.ª posición.

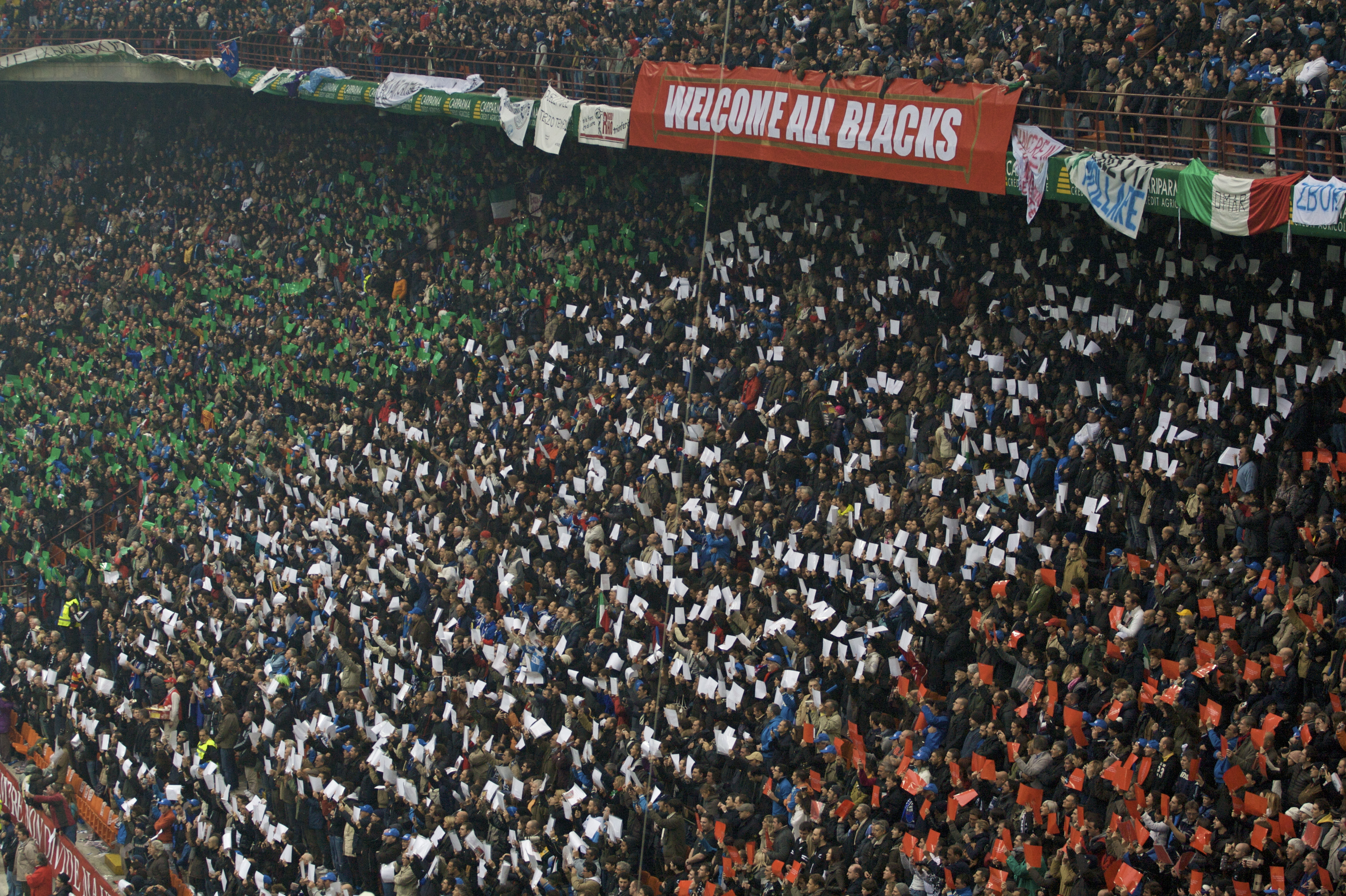
Aspecto de la grada de San Siro durante el Italia - Nueva Zelanda del 14 de noviembre de 2009

El mes de junio, durante la gira veraniega en tierras australianas y neozelandesas, los Azzurri cosechan tres derrotas: el 13, en Canberra, por 31-8 y el 20 en Melbourne 34-12, ambos contra Australia, y el 27 en Christchurch 27-6 contra los All Blacks.
Las giras de otoño de los equipos del Hemisferio Sur comenzaron de manera espectacular para Italia: el 14 de noviembre, con Nueva Zelanda como contrincante, se consigue un hito para el rugby italiano, llenar con 80.018 aficionados el Estadio de San Siro de Milán (en este caso el resultado es lo de menos, con la trabajada victoria All Black por 6-20). El segundo partido de esta gira tuvo lugar en Udine el 21 de noviembre, con la derrota por 10-32 contra una Sudáfrica que venía de perder los anteriores tres partidos de la gira frente a Francia y los equipos ingleses de los Leicester Tigers y los Saracens. Por fin, el 28 de noviembre, en Ascoli, se rompería la mala racha de trece derrotas consecutivas (Italia no ganaba un partido desde la victoria sobre Argentina el 28 de junio de 2008) al vencer el conjunto italiano a Samoa por 24-6.
2010 comenzaba con la ausencia del capitán Parisse lesionado de gravedad y con el primer partido del Seis Naciones frente a los campeones del año anterior, Irlanda. El partido disputado el 6 de febrero en Croke Park, Dublín, no tuvo mucha historia: victoria cómoda de los irlandeses 29-11. La segunda jornada, contra Inglaterra, se jugó el 14 de febrero en el Flaminio, y el equipo italiano mantuvo el empate hasta el minuto 45, cuando Matthew Tait consiguió el ensayo que desequilibraría el partido, que terminaría 12-17, la derrota más ajustada de Italia frente a Inglaterra (única selección europea que no ha sido derrotada nunca por los transalpinos). El trabajo de los italianos tuvo sus frutos en el partido ante Escocia del 27 de febrero, con la victoria, muy trabajada en defensa, 16-12 gracias a un ensayo de Pablo Canavosio y los puntos al pie de Mirco Bergamasco. Con esta victoria se conseguía evitar la Cuchara de madera ante el rival favorito del Seis Naciones, Escocia, a los que han ganado en cinco ocasiones, una de ellas a domicilio.
Los dos partidos restantes del torneo tuvieron un desarrollo y resultado similares ante Francia, el 14 de marzo en París, y Gales, el 20 de marzo en Cardiff: Italia dominada de principio a fin y reacción en los minutos finales para maquillar un poco el resultado (46-20 y 33-10 respectivamente).
En el mes de junio, Italia viajó a Sudáfrica para enfrentarse en dos ocasiones con los Springboks. El primer partido se jugó el 19 de junio en el Puma Stadium de Witbank: derrota por 29-13, la menor derrota de la historia contra los Sudafricanos, con un ensayo de Sergio Parisse el día de su reaparición y dos golpes de castigo de Mirco Bergamasco; el segundo partido fue completamente distinto, puesto que los Springboks, tras las críticas recibidas tras el partido anterior, no tuvieron piedad y vencieron el 26 de junio en East London por 55-11 (ensayo de Michele Sepe y patadas de Mirco Bergamasco).
Las giras otoñales de noviembre trajeron un panorama similar a las de otros años: dos derrotas ante equipos netamente superiores (22-16 el 13 de noviembre ante los Pumas y 14-32 ante Australia el día 20) y para terminar una victoria sufrida y poco lucida, con más sombras que luces, ante Fiyi el 27 de noviembre en Módena: 24-16 gracias a 8 golpes de castigos pasados por Mirco Bergamasco.

### 2011 - presente

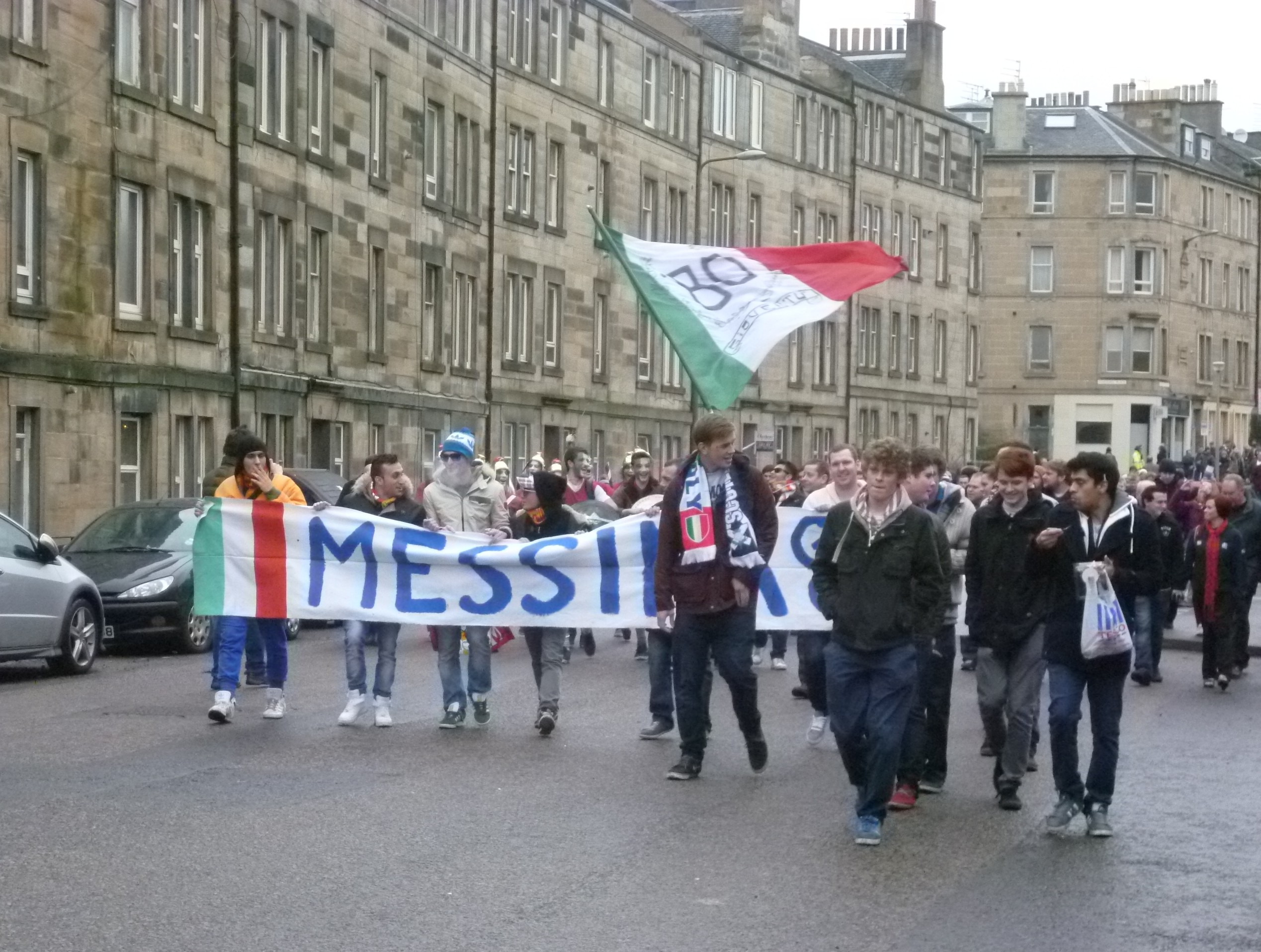
Aficionados italianos de camino a ver a Italia jugar contra Escocia en Murrayfield en el Torneo de las Seis Naciones, 2013

Italia terminó el Seis Naciones de 2011 con un récord de 1–4. En el primer partido del torneo, fue derrotada por Irlanda 11–13 en casa, marcando Irlanda un drop a menos de dos minutos del final. Los Azzurri consiguieron una victoria en casa 22–21 frente a la que entonces era campeona del torneo, Francia, obteniendo así el primer triunfo de Italia en un partido del Seis Naciones. Cuando sonó el pitido final, un comentarista inglés declaró que era la mayor victoria de la historia del rugby italiano hasta la fecha.
En la Copa Mundial de Rugby de 2011 celebrada en Nueva Zelanda, no pasó de la fase de grupos, dos victorias y dos derrotas; pero quedó automáticamente clasificada para el siguiente mundial, en Inglaterra.
Italia finalizó el Seis Naciones de 2012 en quinto lugar con un récord de 1–4, tras una victoria 13–6 sobre Escocia ante más de 7.000 aficionados en el Stadio Olimpico de Roma. La derrota de Italia 15–19 frente a Inglaterra fue el margen más estrecho de la historia de los enfrentamientos entre estas dos selecciones. En este campeonato perdió frente a Gales, Irlanda y Francia.
Italia consiguió su segunda victoria en el Seis Naciones sobre Francia cuando los derrotaron 23-18 en su primer partido del Seis Naciones 2013. Le siguieron tres derrotas ante Escocia, Gales e Inglaterra. En lo que era el último partido del campeonato para ellos, Italia derrotó a Irlada 22-15 por primera vez en un Seis Naciones enfrente de 75.000 aficionados en el Stadio Olimpico. Al final, Italia quedó la cuarta, Detrás de Escocia en tercera posición por diferencia de puntos, lo que hizo que fuera uno de sus más exitosos Seis Naciones.
También participó en el Seis Naciones de 2014, en el que terminó última tras perder todos los partidos; y en el de 2015 evitó la cuchara de madera al derrotar a Escocia 19 - 22 en Murrayfield.
En la Copa Mundial de Rugby de 2015, celebrada en Inglaterra, Italia quedó eliminada en la fase de grupos, pero al ser tercera de su grupo, se clasificó automáticamente para el Mundial de Japón. Tuvo dos victorias, frente a Canadá y Rumanía, y dos derrotas, frente a Francia e Irlanda. Tommaso Allan fue su mayor puntuador.

## Entrenadores
Lista obtenida a partir de los datos del libro de Luciano Ravagnani: Rugby. Storia del Rugby Mondiale dalle origini a oggi (2 edición)
| Nombre                                                  | Inicio                   | Fin                      | Jug | G  | E | P  | % G/Jug |
| ------------------------------------------------------- | ------------------------ | ------------------------ | --- | -- | - | -- | ------- |
| Arnaldo Cortese John Thomas                             | 20 de mayo de 1929       | -                        | 1   | 0  | 0 | 1  | 0       |
| Arturo Cameroni Luigi Bricchi                           | 29 de mayo de 1930       | -                        | 1   | 1  | 0 | 0  | 100     |
| Luigi Bricchi                                           | 1 de noviembre de 1932   | 26 de noviembre de 1934  | 4   | 3  | 0 | 1  | 75      |
| Luigi Bricchi Julien Saby                               | 26 de diciembre de 1934  | 7 de abril de 1935       | 1   | 1  | 0 | 0  | 100     |
| Julien Saby                                             | 7 de abril de 1935       | 14 de mayo de 1936       | 2   | 0  | 0 | 2  | 0       |
| Luigi Bricchi Michel Boucheron                          | 14 de mayo de 1936       | 16 de mayo de 1936       | 2   | 1  | 0 | 1  | 50      |
| Luigi Bricchi Julien Saby                               | 1 de enero de 1937       | 17 de octubre de 1937    | 5   | 2  | 1 | 2  | 40      |
| Luigi Bricchi                                           | 6 de marzo de 1938       | 20 de noviembre de 1938  | 1   | 0  | 0 | 1  | 0       |
| Luigi Bricchi Giuseppe Sessa                            | 20 de noviembre de 1938  | 19 de marzo de 1940      | 2   | 1  | 0 | 1  | 50      |
| Romano Bonifazi                                         | 19 de marzo de 1940      | 9 de febrero de 1941     | 2   | 1  | 0 | 1  | 50      |
| Luigi Bricchi Franco Chiaserotti                        | 9 de febrero de 1941     | 2 de mayo de 1942        | -   | -  | - | -  | -       |
| Luigi Bricchi Franco Chiaserotti                        | 2 de mayo de 1942        | 18 de mayo de 1947       | 1   | 1  | 0 | 0  | 100     |
| Tommaso Fattori                                         | 18 de mayo de 1947       | 27 de marzo de 1949      | 2   | 1  | 0 | 1  | 50      |
| Giorgio Briasco Antonio Radicini                        | 27 de marzo de 1949      | 26 de febrero de 1950    | 2   | 0  | 0 | 2  | 0       |
| Romano Bonifazi                                         | 26 de febrero de 1950    | 29 de julio de 1950      | -   | -  | - | -  | -       |
| Francesco Vinci                                         | 29 de julio de 1950      | 4 de octubre de 1950     | -   | -  | - | -  | -       |
| Renzo Maffioli                                          | 4 de octubre de 1950     | 25 de febrero de 1951    | -   | -  | - | -  | -       |
| Renzo Maffioli Julien Saby                              | 25 de febrero de 1951    | 1 de agosto de 1954      | 9   | 6  | 0 | 3  | 66,7    |
| Piermarcello Farinelli Aldo Invernici Umberto Silvestri | 1 de agosto de 1954      | 22 de diciembre de 1956  | 8   | 5  | 0 | 3  | 62,5    |
| Giulio Fereoli Aldo Invernici Umberto Silvestri         | 22 de diciembre de 1956  | 8 de diciembre de 1957   | 2   | 1  | 0 | 1  | 50      |
| Sergio Barilari Aldo Invernici Umberto Silvestri        | 8 de diciembre de 1957   | 19 de julio de 1958      | 1   | 0  | 0 | 1  | 0       |
| Sergio Barilari Mario Battaglini Aldo Invernici         | 19 de julio de 1958      | 10 de abril de 1960      | 2   | 1  | 0 | 1  | 50      |
| Sergio Barilari Romano Bonifazi                         | 10 de abril de 1960      | 22 de abril de 1962      | 4   | 2  | 0 | 2  | 50      |
| Aldo Invernici                                          | 22 de abril de 1962      | 8 de diciembre de 1965   | 7   | 2  | 0 | 5  | 28,5    |
| Sergio Barilari Mario Martone                           | 8 de diciembre de 1965   | 28 de octubre de 1967    | 7   | 3  | 1 | 3  | 42,8    |
| Aldo Invernici                                          | 28 de octubre de 1967    | 24 de mayo de 1970       | 8   | 7  | 0 | 1  | 87,5    |
| Giordano Campice                                        | 24 de mayo de 1970       | 25 de octubre de 1970    | 2   | 2  | 0 | 0  | 100     |
| Sergio Barilari                                         | 25 de octubre de 1970    | 10 de abril de 1971      | 3   | 0  | 0 | 3  | 0       |
| Guglielmo Geremia                                       | 11 de abril de 1971      | 27 de mayo de 1971       | 1   | 0  | 0 | 1  | 0       |
| Aldo Invernici                                          | 28 de mayo de 1971       | 19 de febrero de 1972    | -   | -  | - | -  | -       |
| Umberto Levorato                                        | 20 de febrero de 1972    | 25 de noviembre de 1972  | 4   | 1  | 2 | 1  | 25      |
| Gianni Villa                                            | 26 de noviembre de 1972  | 14 de febrero de 1975    | 20  | 6  | 1 | 13 | 30      |
| Roy Bish                                                | 15 de febrero de 1975    | 1 de abril de 1977       | 15  | 8  | 1 | 6  | 53,3    |
| Isidoro Quaglio                                         | 2 de abril de 1977       | 1 de mayo de 1977        | 2   | 1  | 0 | 1  | 50      |
| Gwyn Evans                                              | 23 de octubre de 1977    | 23 de octubre de 1978    | 5   | 1  | 1 | 3  | 20      |
| Pierre Villepreux                                       | 24 de octubre de 1978    | 24 de octubre de 1981    | 24  | 10 | 1 | 13 | 41,6    |
| Paolo Paladini Marco Pulli                              | 25 de octubre de 1981    | 9 de noviembre de 1985   | 28  | 16 | 2 | 10 | 57,14   |
| Marco Bollesan                                          | 10 de noviembre de 1985  | 4 de noviembre de 1988   | 19  | 7  | 1 | 11 | 36,8    |
| Loreto Cucchiarelli                                     | 5 de noviembre de 1988   | 29 de septiembre de 1989 | 7   | 1  | 0 | 6  | 14,3    |
| Bertrand Fourcade                                       | 30 de septiembre de 1989 | 30 de agosto de 1993     | 29  | 17 | 0 | 12 | 58,6    |
| Georges Coste                                           | 31 de agosto de 1993     | 19 de junio de 1999      | 48  | 19 | 1 | 28 | 39,6    |
| Massimo Mascioletti                                     | 20 de junio de 1999      | 4 de febrero de 2000     | 5   | 2  | 0 | 3  | 40      |
| Brad Johnstone                                          | 5 de febrero de 2000     | 26 de abril de 2002      | 27  | 5  | 0 | 22 | 18,5    |
| John Kirwan                                             | 27 de abril de 2002      | 18 de abril de 2005      | 32  | 10 | 0 | 22 | 31,2    |
| Pierre Berbizier                                        | 19 de abril de 2005      | 30 de septiembre de 2007 | 30  | 12 | 1 | 17 | 40      |
| Nick Mallett                                            | 3 de octubre de 2007     | 30 de octubre de 2011    | 42  | 9  | 0 | 33 | 21,4    |
| Jacques Brunel                                          | 1 de noviembre de 2011   |                          |     |    |   |    |         |